# Wolfgang Kraus (Schriftsteller)
Wolfgang Kraus (* 13. Jänner 1924 in Wien; † 19. September 1998 in Lienz, Osttirol) war ein österreichischer Sachbuch-Autor, Moderator, Literaturkritiker und Essayist, der zudem als Gründer, langjähriger Leiter und seit 1994 Ehrenvorsitzender der Österreichischen Gesellschaft für Literatur hervortrat.

## Leben
Nach einem Studium der Germanistik war Wolfgang Kraus als frei(beruflich)er Schriftsteller und Lektor für verschiedene Verlage, Presse- und Rundfunkredaktionen tätig. 
1961 war er Gründer und bis 1994 Leiter der Österreichischen Gesellschaft für Literatur. In den Jahren 1975–1981 leitete er die kulturelle Kontaktstelle des österreichischen Außenministeriums.
Wolfgang Kraus gestaltete zahlreiche Literatursendungen für den ORF. Als Herausgeber trat er hervor mit Anthologien u. a. von Oscar Wilde, Friedrich Nietzsche und Novalis. In den letzten Lebensjahren gab er u. a. die Jahresbände der Österreichischen Franz-Kafka-Gesellschaft heraus und erarbeitete Markierungen zu einem neuen Humanismus, die postum erschienen.

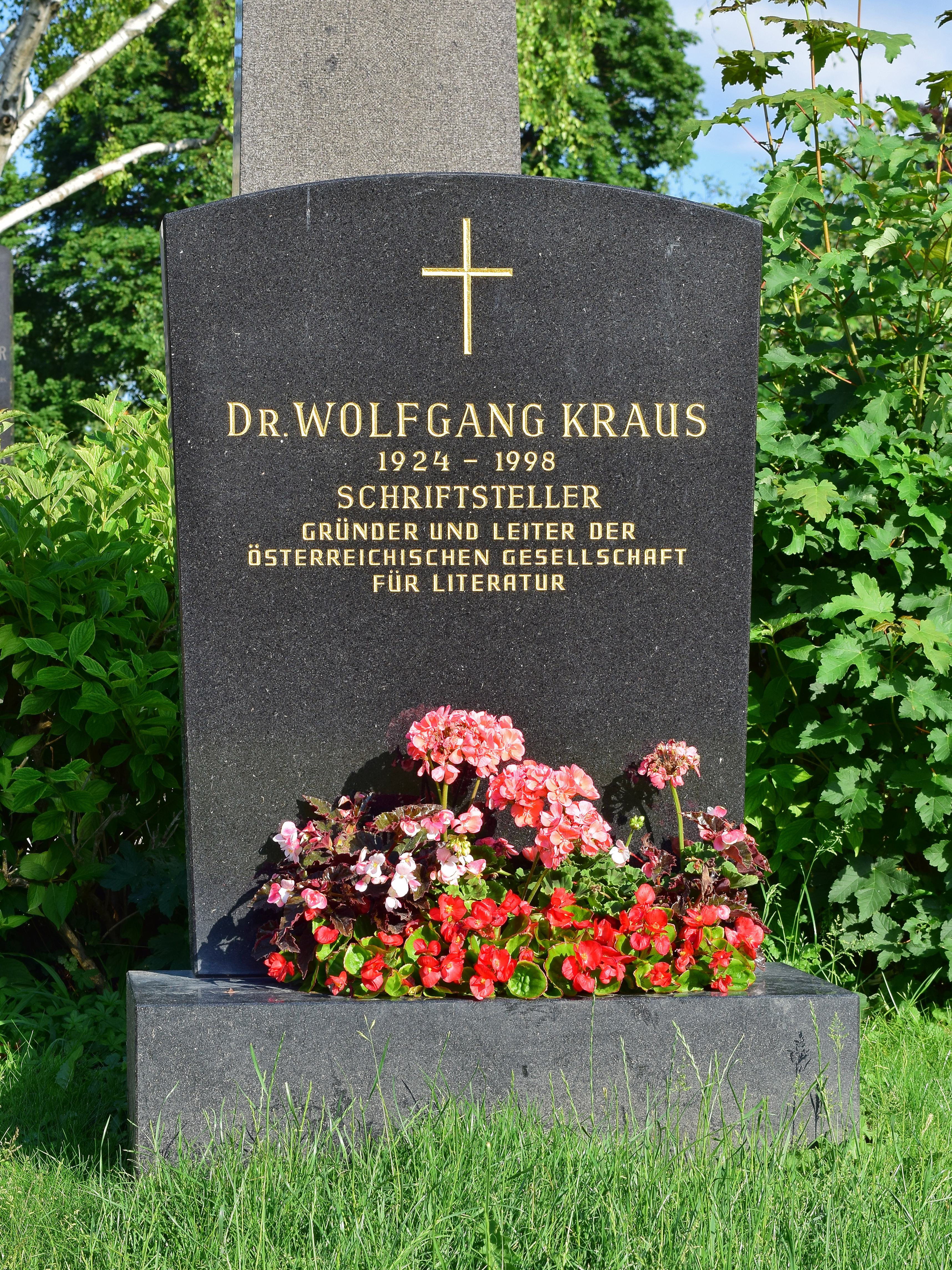
Grab von Wolfgang Kraus am Wiener Zentralfriedhof

Er erhielt ein ehrenhalber gewidmetes Grab auf dem Wiener Zentralfriedhof (Gruppe 40, Nummer 63).

## Werke
- Rettung Kultur. Markierungen zu einem neuen Humanismus. Wien, Böhlau 1999 ISBN 3-205-99007-2
- Zukunft Europa. Aufbruch durch Vereinigung. Frankfurt 1993. 164 S.
- Neuer Kontinent Fernsehen, 1989
- Die Spuren des Paradieses. Über Ideale, Verlag Paul Zsolnay, Wien, Hamburg 1985
- Nihilismus heute. oder Die Geduld der Weltgeschichte. Wien, Hamburg: Zsolnay 1983. 183 S. ISBN 3-596-24348-3
- Die Wiederkehr des Einzelnen, 1980
- Die verratene Anbetung, 1978
- Kultur und Macht, 1975
- Die stillen Revolutionäre, 1970
- Der fünfte Stand. Aufbruch der Intellektuellen in West und Ost. München 1969. 131 S., 1966

## Auszeichnungen
- 1978 den Anton-Wildgans-Preis der Industrie
- 1983 den Österreichischen Staatspreis für Kulturpublizistik

## Herausgeberschaft
- Das Phänomen Franz Kafka. Vorträge des Symposions der Österreichischen Franz-Kafka-Gesellschaft in Klosterneuburg im Jahr 1995. Vitalis, Prag 1997, ISBN 80-85938-02-2 (Schriftenreihe der Franz Kafka-Gesellschaft, Band 7).
- (mit Norbert Winkler) Das Schuldproblem bei Franz Kafka. Böhlau, Wien 1995, ISBN 3-205-98241-X (Schriftenreihe der Franz Kafka-Gesellschaft, Band 6).